# Сполучені Штати Африки

Сполучені Штати Африки — об'єднання на базі африканських держав, створення якого було запропоновано президентом Гани Кваме Нкрумою і пізніше підтримана лідером Лівії Муаммаром Каддафі.
Ідея створення єдиної африканської держави належить першому президентові Гани Кваме Нкрумі. Пізніше до цієї ідеї повернувся Муаммар Каддафі, закликаючи до об'єднання Африки на самітах в Ломе (Того) в 2000 році , Конакрі (Гвінея) у червні 2007  та Аддіс-Абебі (Ефіопія) в лютому 2009 .
Утворення Сполучених Штатів Африки підтримується деякими іншими африканськими політиками, наприклад, екс-президентом Сенегалу Абдулаем Вадом. Створенню такої держави протистоїть інший блок на чолі з ПАР.
Сполучені Штати Африки, якщо вони будуть створені і будуть включати в себе всі держави Африки, займуть 3-тє місце в світі за населенням (у 2009 воно складе близько 992 мільйонів осіб) і перше — по території, а також перше за кількістю штатів. Населення цієї держави буде говорити приблизно 2 000 мовами.